# Aspås landskommun
Aspås landskommun var en tidigare kommun i Jämtlands län. 

## Administrativ historik
Aspås landskommun inrättades i Aspås socken när 1862 års kommunalförordningar trädde i kraft 1863. Den upphörde vid kommunreformen 1952, då den gick upp i Rödöns landskommun. Sedan 1974 tillhör området Krokoms kommun.

## Kommunvapen
Aspås landskommun förde inte något vapen.

## Politik

### Mandatfördelning i valen 1938-1946
| 15 |

| 15 |

| 9 | 6 |

| 15 |

| 8 | 7 |

| 13 |